# Die Wolgatreidler
Die Wolgatreidler (russischer Titel: Бурлаки на Волге) ist ein Gemälde des russischen Malers Ilja Repin. Es ist dem Realismus zuzuordnen. Das 131,5 × 281 cm große Bild wurde 1872 begonnen und 1873 fertiggestellt. Es zählt zu Repins bekanntesten Werken und gehört zum Bestand des Russischen Museums in Sankt Petersburg.

## Entstehung
Repin sah Treidler, die in Russland Burlaki genannt wurden, erstmals im Sommer 1868 an der Newa. Der Anblick der schwer arbeitenden Männer in zerlumpter Kleidung hinterließ bei ihm einen nachhaltigen Eindruck. Seine ursprüngliche, später wieder verworfene Idee war es, die Treidler zusammen mit Spaziergängern am Fluss darzustellen, um den Kontrast zwischen Arm und Reich deutlich zu machen.
Zusammen mit dem Maler Fjodor Alexandrowitsch Wassiljew unternahm Repin im Sommer 1870 eine Studienreise an die Wolga und erstellte zahlreiche Skizzen für ein Gemälde. Er war bis dahin nur bewegungslos posierende Modelle gewohnt und musste zunächst das Vertrauen der Treidler gewinnen, die es anfangs ablehnten, sich zeichnen zu lassen. Mehrere von ihnen lernte er persönlich kennen und stellte fest, dass es sich um Menschen unterschiedlicher Herkunft handelte, darunter auch ein ehemaliger Priester, der als Modell für den Anführer der Gruppe diente. Eine 1870 mit Bleistift auf Papier ausgeführte Kompositionsskizze im Format 18,3 × 32,7 cm befindet sich heute in der Moskauer Tretjakow-Galerie (Inventarnummer 11488), daraus entstand eine erste in Öl gemalte Version im Format 23,5 × 50,5 cm (Tretjakow-Galerie, Inventarnummer 708). Im März 1871 wurde eine vorläufige Version des Bildes in Sankt Petersburg ausgestellt und mit einem Preis ausgezeichnet. Danach arbeitete Repin in seinem Atelier weiter daran und stellte im März 1873 die endgültige Fassung vor, die dann auch auf der Weltausstellung 1873 in Wien gezeigt wurde und dort eine Bronzemedaille erhielt. Großfürst Wladimir Alexandrowitsch zahlte ihm für das Bild die Summe von 3.000 Rubel.

## Beschreibung
Das Bild zeigt elf Treidler, die am Ufer der Wolga einen Lastkahn ziehen, die meisten nach vorn und gegen den Boden gebeugt, sich in die breiten Gurte vor der Brust stemmend. Farblich dominieren gedämpfte Braun- und Grüntöne, die für die Geschlossenheit der Gruppe stehen. Dynamik gewinnt die Kolonne durch den Wechsel von erhobenen und gesenkten Köpfen, die den Rhythmus der monotonen Schrittfolge wiedergeben. In den Gesichtern lässt sich ein breites Spektrum von Emotionen erkennen, von Sanftmut über Entschlossenheit bis hin zu Wut. Der jüngste Treidler, der als einziger in die Ferne blickt, lockert für einen Moment seinen Gurt. Ihn hat Repin in die Mitte der Gruppe postiert, in einer leicht drehenden Bewegung des sich Aufrichtens mit einseitig hochgezogener Schulter. Der Junge ist hell und farbig porträtiert, das Rot seiner zerrissenen Bluse, sein heller beziehungsweise noch weniger wettergegerbter Teint und die rötlich-blonden Haare bilden den Mittelpunkt der Treidlerkolonne.
Die breit dahinfließende Wolga kann als Symbol für Russland gesehen werden. Treidler wurden an der Wolga noch eingesetzt, als bereits die ersten Dampfschiffe auf ihr fuhren. Tief im Hintergrund hat Repin eines abgebildet. Die Figuren sind ungeschönt und realistisch wiedergegeben. Die harten Arbeitsbedingungen der Unterprivilegierten und die Schicksalsergebenheit, mit der sie ihr Dasein ertragen, werden exemplarisch dargestellt. Die Treidler allegorisieren gleichsam die Leidensfähigkeit des russischen Volkes. Hoffnungsvoll inmitten des Elends stimmt der Junge in der Bildmitte, mit dem Repin einen Gegenakzent setzt.

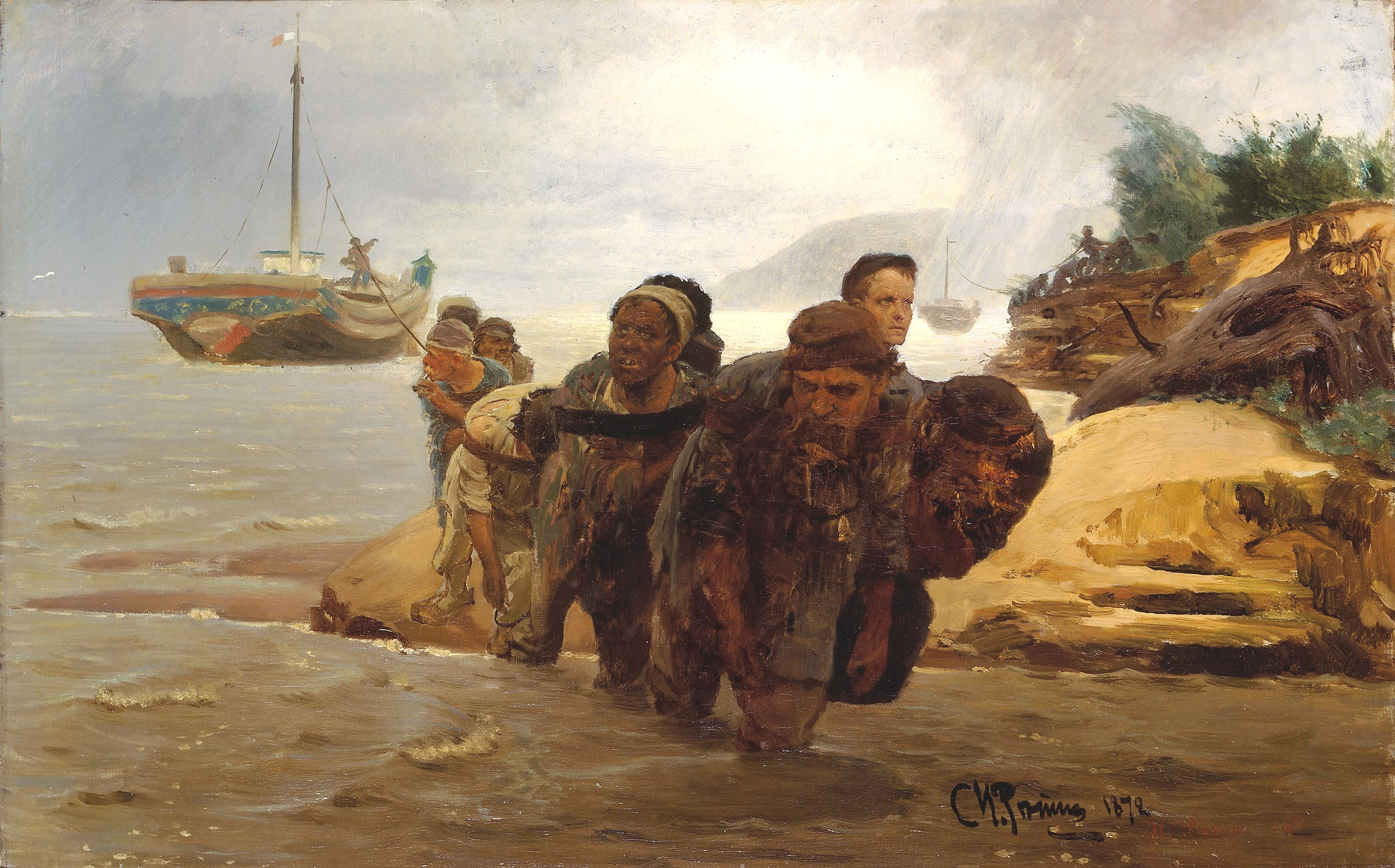
Wolgatreidler, eine Furt durchschreitend (1872)

Das Bild wirkt durch seine Größe, das Panoramaformat, die perspektivisch kalkulierten Proportionen der Treidlergruppe und die Tiefenperspektive der Landschaftsdarstellung. Die Treidler selbst sind bis auf einen alle porträtiert. Das Werk wurde zum Programmbild der Peredwischniki. Es existiert auch eine 1872 entstandene kleinformatige Variante Wolgatreidler, eine Furt durchschreitend (Tretjakow-Galerie, Inventarnummer 709) mit anderer Perspektive: Die Treidler dort ziehen nicht am Betrachter vorbei, sondern kommen auf ihn zu. Ein bedrohlich heraufziehendes Gewitter im Hintergrund schafft Dynamik und Symbolkraft.

## Rezeption

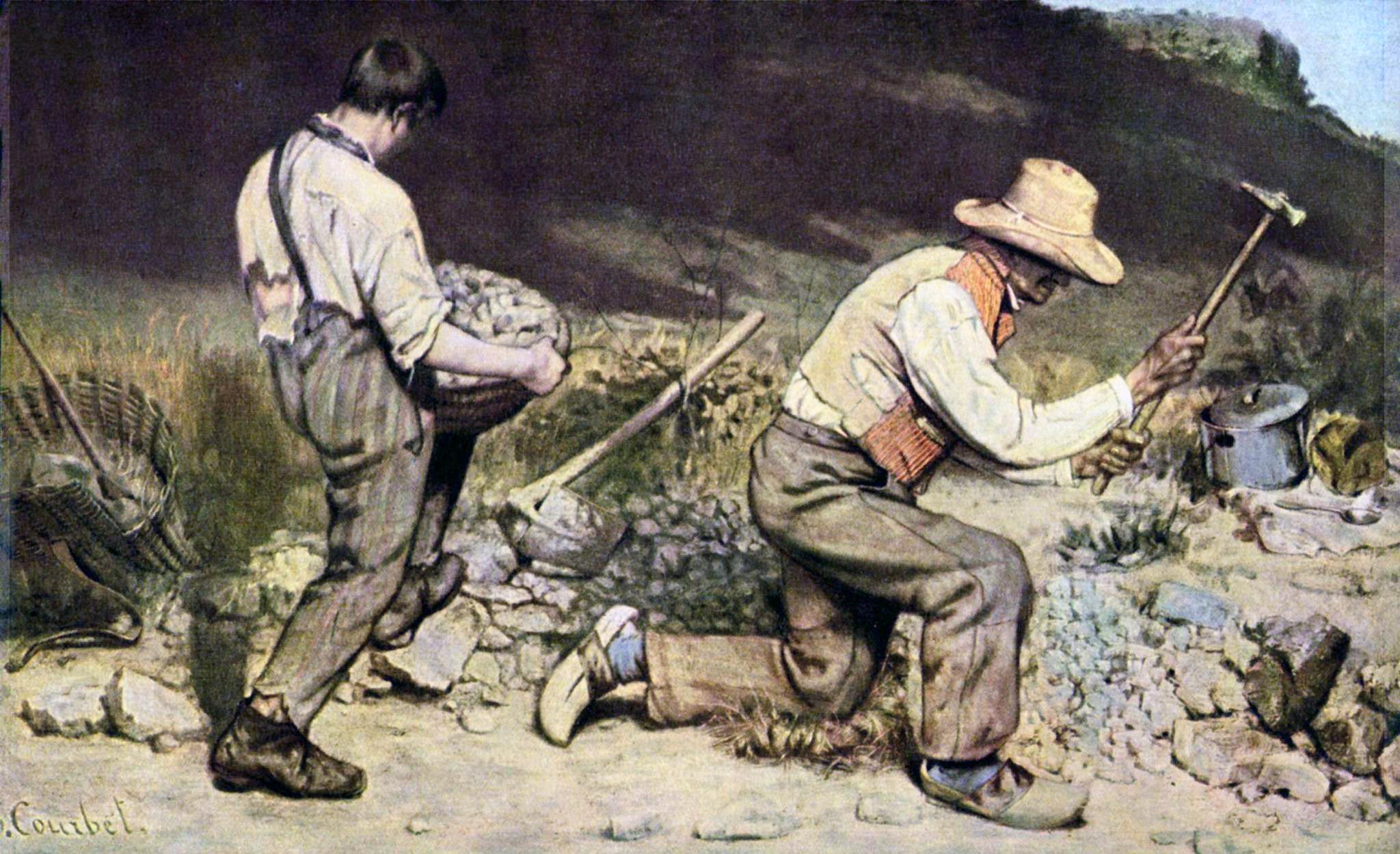
Gustave Courbet: Die Steinklopfer

Das Bild erhielt überwiegend positive Kritiken. Der einflussreiche russische Kunstkritiker Wladimir Wassiljewitsch Stassow äußerte damals, ein solches Bild habe es noch nie gegeben. Auch Fjodor Michailowitsch Dostojewski lobte es. In Frankreich wurde es mit Gustave Courbets Die Steinklopfer verglichen. Das Bild legte den Grundstein für Repins Ruhm. Er erhielt in der Folge regelmäßige Zuwendungen der Petersburger Akademie und konnte sich ohne Existenzsorgen der Malerei widmen.